# Nkasi (Distrikt)
Nkasi ist der nördlichste der drei Distrikte der Region Rukwa in Tansania mit dem Verwaltungszentrum in Namanyere. Im Norden und Nordosten grenzt er an die Region Katavi, im Osten an den Distrikt Sumbawanga, im Süden den Distrikt Kalambo und im Westen an die Republik Kongo.

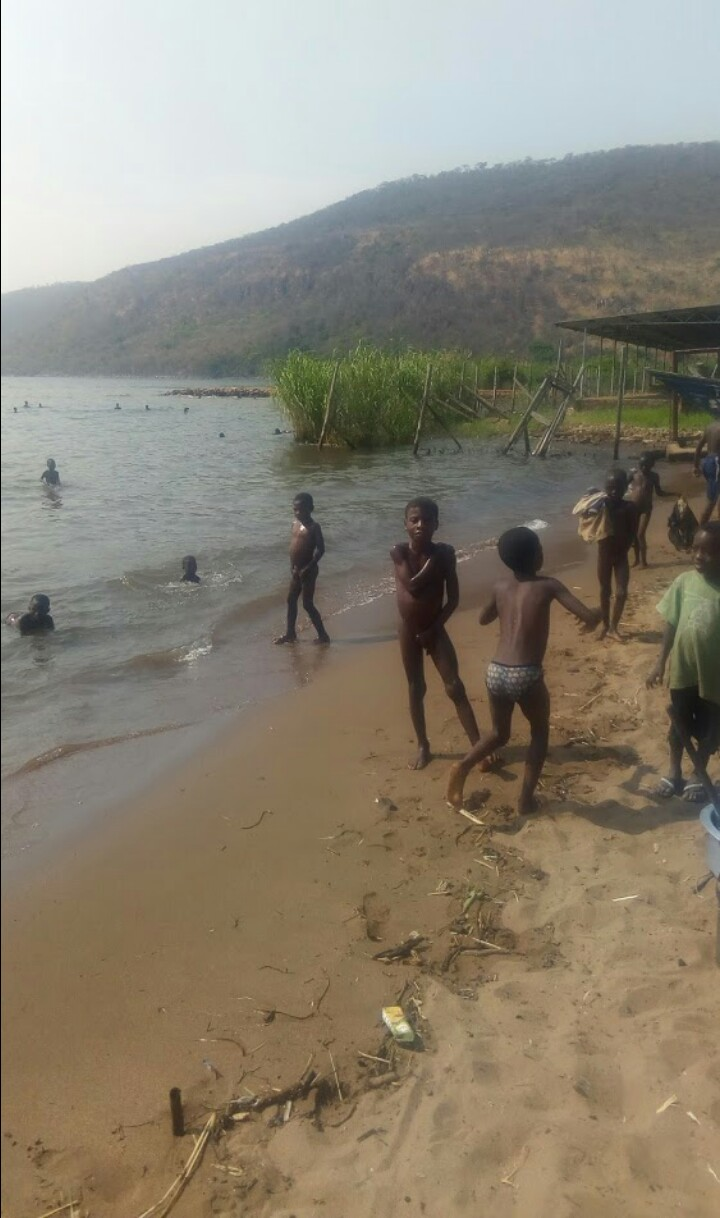
Das Dorf Muzi am Tanganjikasee

## Geographie
Der Distrikt hat eine Größe von 13.124 Quadratkilometer und 425.420 Einwohner (Volkszählung 2022). Er liegt zwischen dem Tanganjikasee im Westen und dem Rukwasee im Osten und zerfällt in zwei Zonen:
- Etwa ein Viertel der Fläche umfasst das Küstengebiet des Tanganjikasee im Westen. Der See liegt 700 Meter über dem Meeresspiegel, der steile Anstieg erreicht Höhen bis 1600 Meter über dem Meer. Die Küste ist größtenteils bewaldet. Es ist das ganze Jahr über warm, die Niederschläge fallen unregelmäßig.
- Drei Viertel der Landesfläche gehören zum Fipa Plateau, das im Osten anschließt und in einer Höhe von 1250 bis 2200 Meter liegt. Auf der Hälfte dieser Fläche steht Miombo-Wald, dazwischen gibt es weites Grasland. Das Klima ist kühler, es regnet von November bis April, von Mai bis Oktober ist es trocken.

Die jährlichen Niederschläge liegen zwischen 750 und 1200 Millimeter.

## Geschichte
Der Distrikt wurde im Jahr 1983 gegründet.

## Verwaltungsgliederung
Der Distrikt wird in 5 Divisionen (Namanyere, Kate, Chala, Kirando und Wampembe) und 28 Bezirke (Wards) gegliedert (Stand 2020):
- Namanyere
- Itet
- Mashete
- Isale Asilia
- Mkinga
- Kizumbi
- Paramawe
- Majengo
- Isunta
- Ntatumbila
- Kipundu
- Nkomolo
- Isale
- Kate
- Sintali
- Kipande
- Nkandasi
- Mkwamba
- Chala
- Mtenga
- Kabwe
- Korongwe
- Kirando
- Kipili
- Ninde
- Wampembe
- Kala

## Bevölkerung
Die größte ethnische Gruppe im Distrikt sind die Fipa. Die Bevölkerungszahl wuchs von 107.239 Einwohnern im Jahr 1988 auf 207.311 im Jahr 2002 und weiter auf 281.200 im Jahr 2012. Das entspricht einem jährlichen Wachstum von rund 3,5 Prozent oder einer Verdopplungszeit von weniger als zwanzig Jahren. Im Jahr 2022 lebten 425.420 Menschen in 84.903 Haushalten.
Bevölkerungswachstum:
| Volkszählung | Einwohner |
| ------------ | --------- |
| 1988         | 107.239   |
| 2002         | 207.311   |
| 2012         | 281.200   |
| 2022         | 425.420   |

## Einrichtungen und Dienstleistungen
- Bildung: Im Distrikt gibt es 104 Grundschulen und 23 weiterführende Schulen. Von der katholischen Kirche werden drei Colleges betrieben (Stand 2019).[6][7]
- Gesundheit: Für die medizinische Versorgung der Bevölkerung gibt es ein privat betriebenes Krankenhaus, sieben Gesundheitszentren, von denen drei staatlich und vier privat geführt werden, und 44 Apotheken (Stand 2016).[7]
- Wasser: Im Jahr 2016 hatten 46 Prozent der Bevölkerung Zugang zu sicherem und sauberem Wasser.[7]

| Der wichtigste Wirtschaftsfaktor ist die Landwirtschaft, die im Jahr 2012 fast drei Viertel der Einwohner beschäftigte. - Landwirtschaft: Im Hochland werden Mais, Bohnen, Maniok, Erdnüsse, Hirse und Sonnenblumen angebaut. Das Küstengebiet liefert Maniok, Reis, Mais, Erdnüsse und Öl von Ölpalmen. Von den insgesamt 53.000 Haushalten hielten mehr als die Hälfte Haustiere. Am meisten gehalten wurden Hühner und Rinder (Stand 2012). - Fischerei: Das Fischen ist eine wichtige Einnahmequelle im Distrikt, 7,5 Prozent der Bevölkerung leben von ihr. Im Tanganjikasee wird sowohl nach Speisefischen als auch nach Aquarienfischen für den Export gefischt. Daneben gibt es aber auch Fischerei in Flüssen, Seen und Teichen (Stand 2012). | Hier fehlt eine Grafik, die leider im Moment aus technischen Gründen nicht angezeigt werden kann. Wir arbeiten daran! |

- Straßen: Die Nationalstraße T9 von Sumbawanga nach Mpanda durchquert den Distrikt von Süden nach Norden.[12]

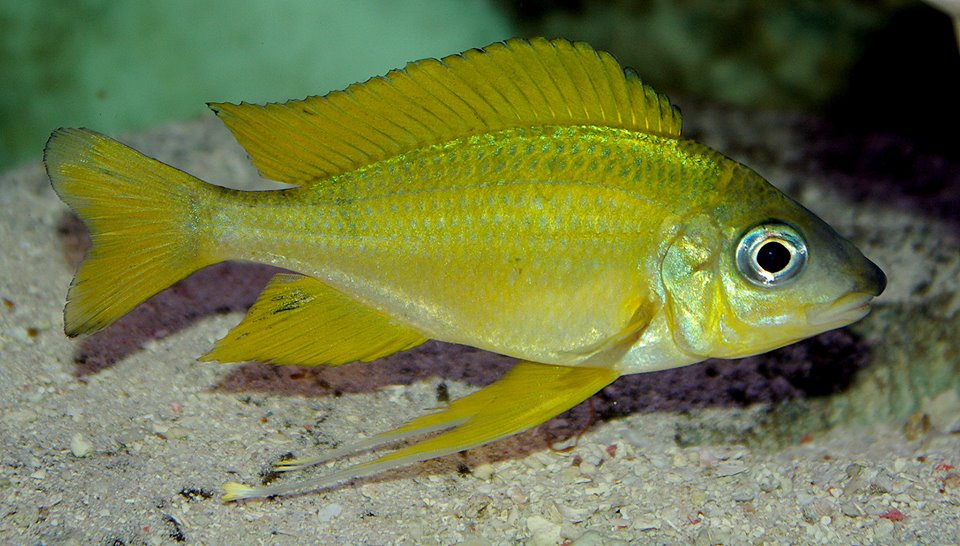
Ophthalmotilapia nasuta Kipili aus dem Tanganjikasee

## Naturschutzgebiete, Sehenswürdigkeiten
- Tanganjikasee: Der insgesamt 660 Kilometer lange See markiert das südliche Ende des westlichen Großen Afrikanischen Grabenbruches. Bekannt ist der See auch wegen seiner großen Vielfalt an farbenprächtigen Buntbarschen.[13][14]
- Luafi-Wildreservat: Das Luafi-Wildreservat im Norden des Distriktes grenzt an den Katavi-Nationalpark und bietet Jagd auf Großwild.[15][16]